# Philips Wouwerman
Philips Wouwerman (Haarlem batejat el 24 de maig de 1619- Haarlem - 19 de maig de 1668) va ser un pintor i dibuixant neerlandès. Especialitzat en la pintura de paisatge, batalles i caça. La seva habilitat principal va ser pintar cavalls, pel que va preferir temes que permetessin incloure'ls.

## Biografia
Es va iniciar en la pintura amb el seu pare, Paul Joosten Wouwerman, un pintor de temes històrics més aviat modest. També va aprendre amb Frans Hals segons alguna ressenya de l'època, encara que els seus quadres no delaten influències d'Hals.

### Obra pictòrica
Wouwerman es va fer membre de la guilda de Sant Lluc el 1642 i va emprendre una carrera prolífica i reeixida comercialment. L'expert John Smith va elaborar durant els anys 1829-1842 un catàleg raonat d'aquest pintor, que recollia unes 800 obres. Posteriorment, Hofstede de Groot va elaborar un altre catàleg de Wouwerman que recollia més de 1.200. Tanmateix, l'estudi més recent sobre aquest pintor, de Birgit Schumacher (2006), restringeix la xifra de pintures autèntiques a unes 560 i considera que les altres les van crear dos germans més petits del mestre, Pieter (1623-1682) i Jan Wouwerman (1629-1666), així com imitadors de diversos països europeus.
Es poden distingir tres períodes a la carrera de Wouwerman, per variacions en el seu estil. Les seves primeres obres delaten influència de Pieter van Laer, pintor del grups Bamboccianti, pel seu colorit terrós i un dibuix angulós. Les de la seva època intermèdia són molt depurades i brillants de color, amb una gamma més platejada, i les seves últimes obres són més aviat recarregades de figures i una mica apagades de color, encara que mantenen un cert vigor.
Wouwerman s'emmarca a l'extensa nòmina de pintors holandesos i flamencs del segle xvii «mestres menors» que van produir de forma massiva per al mercat obert, en general formats reduïts i sense complexitats temàtiques. Al contrari que Rembrandt, Frans Hals i Rubens, que acostumaven a treballar per encàrrec, els «mestres menors» com Wouwerman venien les seves obres en mercats i mitjançant intermediaris, per la qual cosa s'especialitzaven en un gènere fins a guanyar-se un renom i una demanda de la clientela, en general burgesa.
Els quadres de Wouwerman, de gran èxit a la seva època, van guanyar una major estimació en el segle xviii, especialment a les corts de Lluís XVI de França i Carles IV d'Espanya. Existeixen exemples d'aquest artista en quasi tots els museus europeus d'origen reial o aristocràtic. A Espanya, tant el Museu del Prado com el Museu Thyssen-Bornemisza posseeixen quadres de Wouwerman.

## Galeria

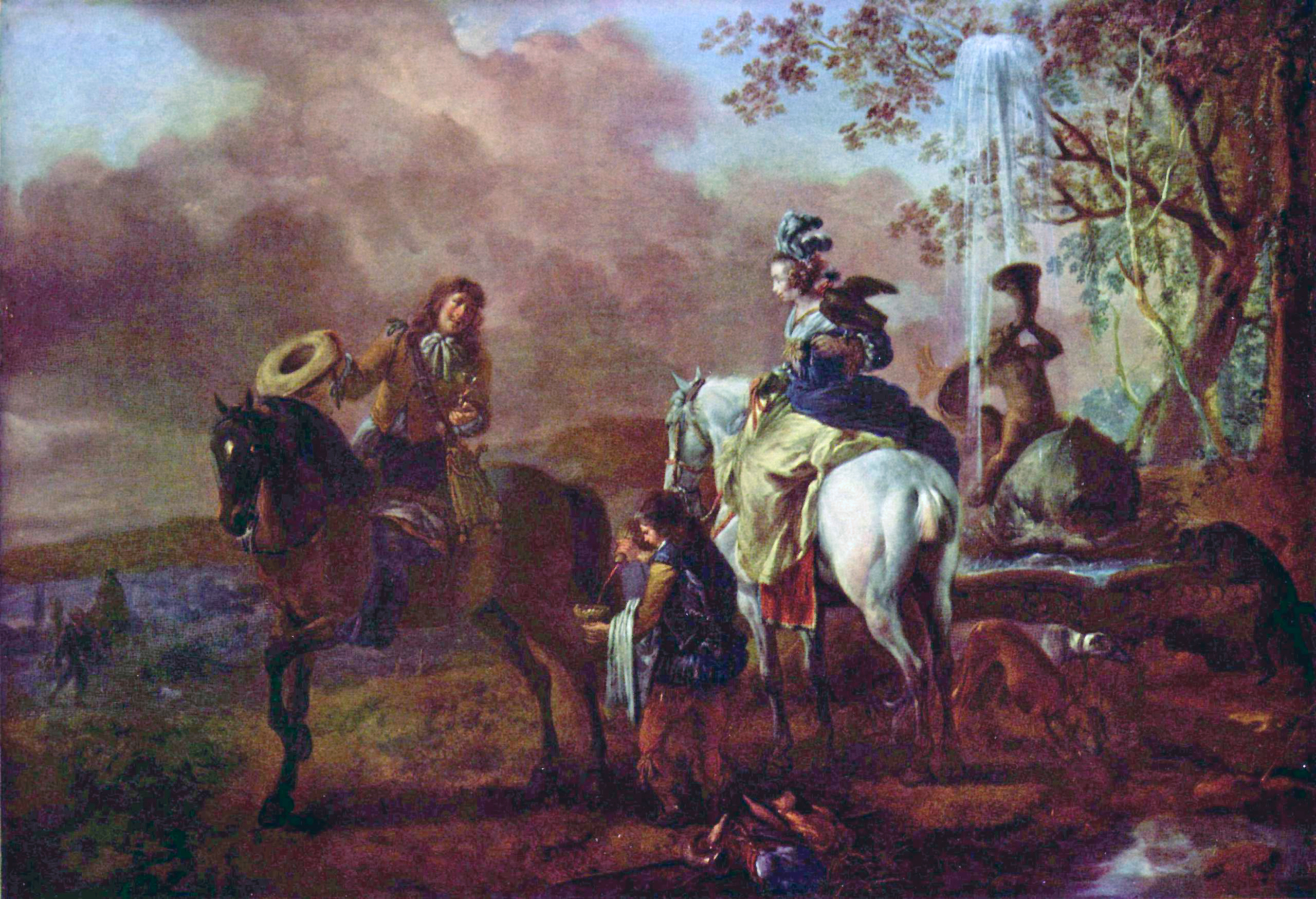
Descans de la cacera
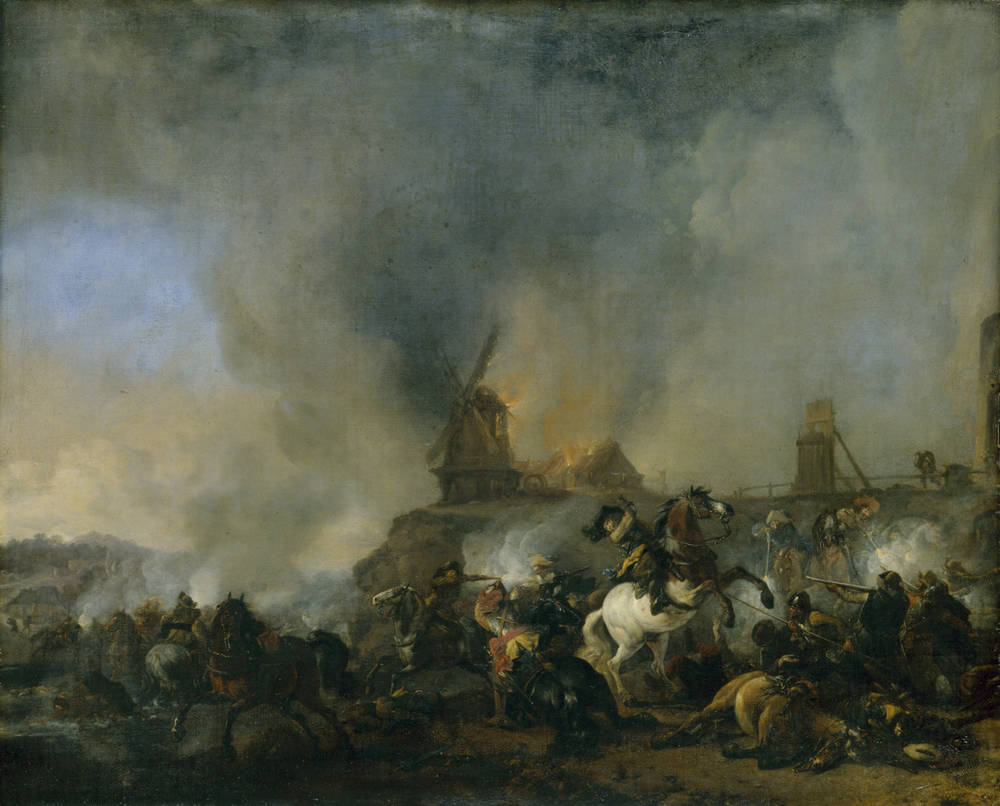
Cavalleria davant d'un molí en flames
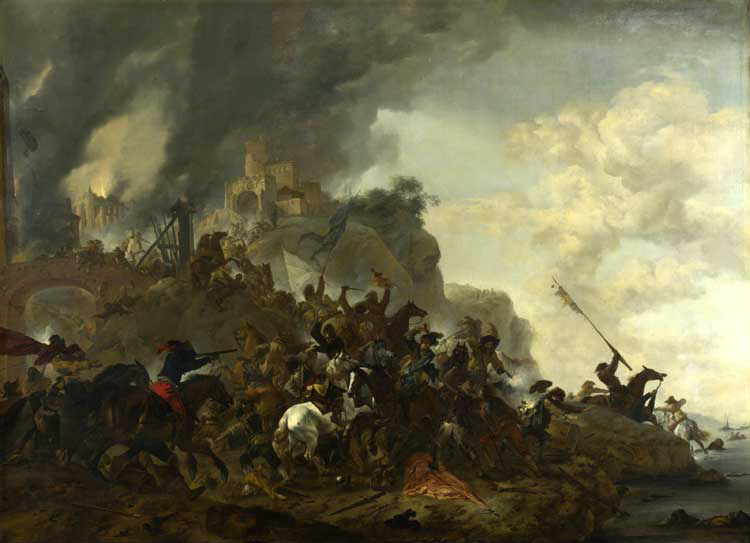
Batalla als peus d'un fortí  (National Gallery de Londres)